# Ужгородская детская железная дорога
Ужгородская детская железная дорога (укр. Ужгородська дитяча залізниця) — учреждение внешкольного образования для детей в Ужгороде.
Одна из самых коротких детских железных дорог в Европе и самая короткая на Украине (её длина составляет всего 1,1 км).
Детская железная дорога начала строиться в 1945 году, сразу после присоединения Закарпатья к СССР. Строилась два года методом субботников. Открылась узкоколейка в августе 1947 года на день железнодорожника. Путь длиной в 1,1 км растянулся вдоль реки Уж, от центра города до парка "Подзамковый".  На дороге были постоены две станции «Сталинская» и «Парк». Изначально на детской железной дороге работали паровоз и два деревянных вагона. Чуть позже дорога получила тепловоз ТУ2 и два польских вагона Pafawag (в замен старым деревянным).
После развенчания культа личности Сталина, станция «Сталинская» была переименована в «Пионерскую». В то же время, дорогу оборудовали полуавтоматической блокировкой. В конце 60-х годов на узкоколейку прибыл тепловоз ТУ3, ещё один тепловоз ТУ2 и два вагона ПВ40. После чего паровоз и два вагона Pafawag списали.
В 90-х годах станция «Пионерская» сменила своё название на «Молодёжную». Так же были списаны тепловоз ТУ3 и один из тепловозов ТУ2. С тех пор и по сей день на Ужгородской ДЖД работают один тепловоз ТУ2 и два вагона ПВ40.
Время от времени дорога страдала от наводнений, так как находится вблизи реки Уж. Именно поэтому, начиная с 2000-х годов, её неоднократно пытались закрыть.
В 2008 году, за несколько дней до начала сезона, было объявлено о закрытии дороги, аргументируя тем, что на ДЖД очень маленькое количество учеников. Однако, подвижной состав (тепловоз ТУ2 и два вагона ПВ40) так и остались стоять на станции «Молодёжная». Летом 2009 года детскую железную дорогу начали реанимировать - отремонтировали тепловоз, а так же вагоны и железнодорожное полотно. 1 августа 2009 года узкоколейка вновь была открыта. Но уже в 2010 году движение по участку снова было прекращено.
В июле 2011 года на встрече начальника Львовской ЖД и председателя Закарпатской ОГА было принято решение про передачу Ужгородской ДЖД на баланс области, чего так и не произошло. С тех пор над дорогой нависла угроза полной ликвидации.
К 25-летию Независимости Украины было принято решение восстановить Ужгородскую детскую железную дорогу.
В 2016 году был обновлен и капитально отремонтирован рельсовый путь, стрелочные переводы и тупики, а так же реставрированы платформы станций «Молодежная» и «Парк». Проведен капитальный ремонт тепловоза ТУ2-098 и двух вагонов ПВ40. Восстановлено лакокрасочное покрытие состава и заменены механические узлы.
24 августа 2016 года в День независимости Украины, дорога была торжественно открыта. В открытии принимали участие сотни горожан и гостей города, а так же мэр Ужгорода Андреев, Богдан Евстафьевич и губернатор Закарпатской области Москаль, Геннадий Геннадиевич, которые приложили немало усилий для восстановления детской железной дороги.
В августе 2017 года Ужгородская ДЖД отпраздновала свой 70-й день рождения.
В 2020 году, в связи с пандемией коронавируса, ДЖД приостановила свою работу. Но уже через год, 1 мая 2021 года, ее работа была снова возобновлена, но спустя пару недель работа прекратилась до сегодняшнего дня